# Rajasthan Patrika
Rajasthan Patrika is een Hindi-dagblad, dat verschijnt in Rajasthan en in grote steden in andere Indiase staten. De krant werd opgericht in 1956. Het is een liberaal dagblad. De broadsheet verschijnt in twintig edities: Jaipur, Jodhpur, Sikar, Sri Ganganagar, Udaipur, Alwar, Bikaner, Banswara, Ajmer, Pali, Kota, Bhilwara, Bhopal, Indore, Gwalior, Jabalpur, Chennai, Bangalore, Surat en Kolkata. Het blad is eigendom van Rajasthan Patrika Pvt. Ltd. 